# Peder Fredricson
Peder Fredricson (Södertälje, 30 de janeiro de 1972) é um ginete de elite sueco, especialista em saltos, campeão da Europa em Gotemburgo 2017.

## Carreira
Fredricson conquistou a medalha de prata nos saltos individual na Rio 2016, montando All In.
Em Tóquio 2020, obteve novamente o segundo lugar na mesma prova, além do ouro nos saltos por equipes.